# Consorti imperiali ottomane
Questa è una lista delle consorti dei sultani ottomani, le mogli e le concubine dei monarchi dell'Impero ottomano che governarono l'impero transcontinentale dal suo inizio nel 1299 fino alla sua dissoluzione nel 1922.

## Onorificenze e titoli

### Hatun
Hatun (Turco ottomano: خاتون) era usato come titolo onorifico per le donne nel periodo ottomano, più o meno equivalente al termine inglese Lady. Il termine veniva usato per le consorti del sultano ottomano. Quando il figlio di una delle consorti salì al trono divenne Valide Hatun (Madre del Sultano).

### Sultan
Sultan (سلطان) è una parola di origine araba, che originariamente significava "autorità" o "dominio". All'inizio del XVI secolo, il titolo di sultano, portato sia dagli uomini che dalle donne della dinastia ottomana, stava sostituendo altri titoli con cui erano stati conosciuti membri di spicco della famiglia imperiale (in particolare hatun per le donne e bey per gli uomini), con donne imperiali che portano il titolo di "Sultan" dopo i loro nomi. Di conseguenza, anche il titolo "Valide Hatun" è diventato "Valide Sultan". In questo periodo, il titolo "Haseki Sultan" fu creato e utilizzato per la moglie legale o la consorte principale del sultano ottomano. Ad esempio, Hafsa Sultan, madre di Solimano e primo Valide Sultan, e Hürrem Sultan, moglie legale di Solimano e primo Haseki Sultan. Questo uso sottolinea la concezione ottomana del potere sovrano come prerogativa della famiglia. Verso la fine del XVII secolo il titolo di hatun e sultan per le consorti imperiali fu sostituito da Kadın e Ikbal.

### Kadin
Kadın era il titolo dato alle mogli ufficiali del Sultano dell'Impero Ottomano. Il titolo entrò ufficialmente in uso per la prima volta durante il regno del sultano Solimano II. Il Sultano poteva avere fino a quattro e talvolta cinque donne, cioè mogli con il rango imperiale di Kadın e un numero illimitato di mogli con il rango di Ikbal.

### Ikbal
Ikbal era il titolo dato alle consorti ufficiali del Sultano dell'Impero Ottomano, che scendevano al di sotto del rango di Kadın.

## Consorti dei sultani ottomani
| Ritratto | Nome                                 | Genitori                                                         | Nome di nascita                               | Origine                 | Matrimonio                          | Marito         |
| -------- | ------------------------------------ | ---------------------------------------------------------------- | --------------------------------------------- | ----------------------- | ----------------------------------- | -------------- |
|          | Rabia Bala Malhun Hatun (contestato) | Seyh Edebali (contestato)                                        |                                               | Turca                   |                                     | Osman I        |
|          | Nilüfer (Bayalun) Hatun              | Porphyrogennetos di Yahisar                                      | Holdiira/Olivera                              | Greca                   | 1299                                | Osman I        |
|          | Asporça Hatun                        |                                                                  | Asporsha                                      | Greca                   | 1316                                | Orhan I        |
|          | Theodora Hatun                       | Giovanni VI Cantacuzeno Irene Asanina                            | Theodora Kantakouzene                         | Greca                   | maggio 1346                         | Orhan I        |
|          | Eftandise Hatun                      | Mahmud Alp                                                       |                                               | Turca                   |                                     | Orhan I        |
|          | Gülçiçek Hatun                       |                                                                  | Maria                                         | Greca                   | 1359                                | Murad I        |
|          | Paşa Melîke Hatun                    | Kızıl Murad Bey                                                  | Pasha                                         | Turca                   | ?                                   | Murad I        |
|          | Thamara Hatun                        | Ivan Alessandro Theodora                                         | Kera Tamara                                   | Bulgara                 | 1370                                | Murad I        |
|          | Fülane Hâtûn                         | Konstantin Dejanović                                             |                                               | Serba                   | 1372                                | Bayezid I      |
|          | Sultan Hatun                         | Süleyman di Germiyan Mutahhare Abide Hatun                       | Devletşah                                     | Turca                   | 1378                                | Bayezid I      |
|          | Hafsa Hatun                          | Fahreddin İsa Bey                                                | Hâfize                                        | Turca                   | 1390                                | Bayezid I      |
|          | Olivera Despina                      | Principe Lazar Hrebeljanović Principessa Nemanjić                | Mileva Olivera Lazarević                      | Serba                   | 1390                                | Bayezid I      |
|          | Şehzade Hatun                        | Principe Dividdar Ahmed Bey                                      |                                               | Turca                   |                                     | Mehmed I       |
|          | Emine Hatun                          | Principe Nasıreddin Mehmed Bey                                   | Emine                                         | Turca                   | 1403                                | Mehmed I       |
|          | Kumru Hatun                          |                                                                  |                                               |                         |                                     | Mehmed I       |
|          | Yeni Hatun                           | Principe Amasyalı Mahmud-Şâh Bey                                 |                                               | Turca                   |                                     | Murad II       |
|          | Sultan Hatun                         | Principe Izzeddin Isfendiyar Bey                                 | Hatice Halime                                 | Turca                   | 1423                                | Murad II       |
|          | Hüma Hatun                           |                                                                  |                                               | Italiana o Serba        | 1426                                | Murad II       |
|          | Despina Hatun                        | Despot Đurađ Branković Principessa Eirene Kantakouzene           | Mara Branković                                | Serba                   | 4 settembre 1435                    | Murad II       |
|          | Gülbahar Hatun                       |                                                                  |                                               | Albanese o Greca        | 1446                                | Mehmed II      |
|          | Gülşah Hatun                         | Principe Damat Ibrahim II Bey                                    |                                               | Turca                   | 1451                                | Mehmed II      |
|          | Sittişah Hatun                       | Principe Süleyman Bey                                            | Mükrime                                       | Turca                   | 15 dicembre 1449                    | Mehmed II      |
|          | Hatice Hatun                         | Damat Zağanos Paşa                                               | Hatice                                        | Balcanica               | 1451                                | Mehmed II      |
|          | Çiçek Hatun                          |                                                                  |                                               |                         | 1458                                | Mehmed II      |
|          | Nigar Hatun                          | Abdullah Vehbi                                                   |                                               |                         | ?                                   | Bayezid II     |
|          | Şirin Hatun                          |                                                                  |                                               |                         | 1464                                | Bayezid II     |
|          | Bülbül Hatun                         |                                                                  |                                               |                         | 1465                                | Bayezid II     |
|          | Gülbahar Hatun                       | Abd'üs-Samed or Principe Alaüddevle Bozkurt Bey                  | Ayşe                                          | Turca                   | 1469                                | Bayezid II     |
|          | Gülruh Hatun                         | Abd'ül-Hay                                                       |                                               |                         | 1476                                | Bayezid II     |
|          | Hüsnüşah Hatun                       | Principe Nasuh Bey                                               |                                               | Turca                   | ?                                   | Bayezid II     |
|          | Ferahşad Hatun                       |                                                                  |                                               |                         | ?                                   | Bayezid II     |
|          | Muhtereme Hatun                      | Abd'ül-Hay                                                       |                                               |                         | ?                                   | Bayezid II     |
|          | Hafsa Valide Sultan                  | Meñli I Giray                                                    | Hafsa                                         | Tatara di Crimea        |                                     | Selim I        |
|          | Hürrem Sultan                        | Hawryło Lisowski Leksandra Lisowska                              | Aleksandra Anastasija Lisowska                | Rutena                  | 1534 (matrimonio legale)            | Solimano I     |
|          | Mahidevran Gülbahar Hatun            |                                                                  |                                               | Albanese o Montenegrina |                                     | Solimano I     |
|          | Nurbanu Sultan                       | Nicolò Venier (?) Violante Baffo (?)                             | Cecilia Venier-Baffo, Rachel or Kalē Kartanou | Italiana? Ebrea? Greca? | 1571 (matrimonio legale)            | Selim II       |
|          | Safiye Sultan                        |                                                                  |                                               | Albanese                | 1586 (matrimonio legale)            | Murad III      |
|          | Şahıhuban Hatun                      |                                                                  | Tamara                                        | Serba                   |                                     | Murad III      |
|          | Nazperver Hatun                      | Doamna Chiajna Mircea Ciobanul                                   | Dobra                                         | Rumena                  |                                     | Murad III      |
|          | Şemsiruhsar Hatun                    |                                                                  |                                               |                         |                                     | Murad III      |
|          | Handan Sultan                        |                                                                  |                                               | Bosniaca?               | 1589                                | Mehmed III     |
|          | Halime Sultan                        |                                                                  |                                               | Abcasa                  | 1589                                | Mehmed III     |
|          | Mahfiruz Hatice Hatun                |                                                                  |                                               |                         | 1603                                | Ahmed I        |
|          | Kösem Sultan                         |                                                                  |                                               | Greca                   |                                     | Ahmed I        |
|          | Ayşe Sultan                          |                                                                  | Ayşe                                          |                         | gennaio 1620                        | Osman II       |
|          | Akile Hatun                          | Şeyhülislam Esad Efendi                                          |                                               |                         | 7 febbraio 1622 (matrimonio legale) | Osman II       |
|          | Meleksima Hatun                      |                                                                  | Marika                                        | Russa                   |                                     | Osman II       |
|          | Ayşe Sultan                          |                                                                  |                                               | Greca                   | 1614                                | Murad IV       |
|          | Fülane Haseki Sultan                 |                                                                  |                                               |                         |                                     | Murad IV       |
|          | Turhan Sultan                        |                                                                  |                                               | Russa                   |                                     | Ibrahim I      |
|          | Dilaşub Sultan                       |                                                                  |                                               |                         | 1643                                | Ibrahim I      |
|          | Hatice Muazzez Sultan                |                                                                  |                                               |                         | 1642                                | Ibrahim I      |
|          | Mahienver Sultan                     |                                                                  |                                               |                         | 1644                                | Ibrahim I      |
|          | Saçbağlı Sultan                      |                                                                  |                                               |                         | 1645                                | Ibrahim I      |
|          | Şivekar Sultan                       |                                                                  |                                               | Armena                  | 1646                                | Ibrahim I      |
|          | Hümaşah Sultan                       |                                                                  | Hümaşah                                       |                         | 1647 (matrimonio legale)            | Ibrahim I      |
|          | Emetullah Rabia Gülnüş Sultan        |                                                                  |                                               | Greca                   |                                     | Mehmed IV      |
|          | Hatice Kadin                         |                                                                  |                                               |                         |                                     | Solimano II    |
|          | Behzad Kadin                         |                                                                  |                                               |                         |                                     | Solimano II    |
|          | Ivaz Kadin                           |                                                                  |                                               |                         |                                     | Solimano II    |
|          | Sülün Kadin                          |                                                                  |                                               |                         |                                     | Solimano II    |
|          | Şehsuvar Kadin                       |                                                                  |                                               |                         |                                     | Solimano II    |
|          | Zeyneb Kadin                         |                                                                  |                                               |                         |                                     | Solimano II    |
|          | Rabia Sultan                         |                                                                  |                                               | Bulgara                 |                                     | Ahmed II       |
|          | Alicenab Kadin                       |                                                                  |                                               |                         |                                     | Mustafa II     |
|          | Bahtiyar Kadin                       |                                                                  |                                               |                         |                                     | Mustafa II     |
|          | Saliha Sultan                        |                                                                  | Elizaveta                                     | Serba                   |                                     | Mustafa II     |
|          | Ivaz Kadin                           |                                                                  |                                               |                         |                                     | Mustafa II     |
|          | Şehsuvar Sultan                      |                                                                  |                                               |                         |                                     | Mustafa II     |
|          | Afife Kadin                          |                                                                  |                                               |                         |                                     | Mustafa II     |
|          | Emetullah Kadin                      |                                                                  |                                               |                         |                                     | Ahmed III      |
|          | Rukiye Kadin                         |                                                                  |                                               |                         |                                     | Ahmed III      |
|          | Mihrişah Kadin                       |                                                                  |                                               |                         | 19 aprile 1709                      | Ahmed III      |
|          | Hatice Kadin                         |                                                                  |                                               |                         |                                     | Ahmed III      |
|          | Şermi Kadin                          |                                                                  |                                               |                         |                                     | Ahmed III      |
|          | Zeyneb Kadin                         |                                                                  |                                               |                         |                                     | Ahmed III      |
|          | Musall Kadin                         |                                                                  | Emine                                         |                         |                                     | Ahmed III      |
|          | Hanife Kadin                         |                                                                  |                                               |                         |                                     | Ahmed III      |
|          | Gülşen Kadin                         |                                                                  |                                               |                         |                                     | Ahmed III      |
|          | Ümmügülsüm Kadin                     |                                                                  |                                               |                         |                                     | Ahmed III      |
|          | Hürrem Kadin                         |                                                                  |                                               |                         |                                     | Ahmed III      |
|          | Meyli Kadin                          |                                                                  |                                               |                         |                                     | Ahmed III      |
|          | Hümaşah Kadin                        |                                                                  | Fatma                                         |                         |                                     | Ahmed III      |
|          | Nijad Kadin                          |                                                                  |                                               |                         |                                     | Ahmed III      |
|          | Nazife Kadin                         |                                                                  |                                               |                         |                                     | Ahmed III      |
|          | Hatem Hanim                          |                                                                  |                                               |                         |                                     | Ahmed III      |
|          | Alicenab Kadin                       |                                                                  |                                               |                         |                                     | Mahmud I       |
|          | Verdinaz Kadin                       |                                                                  |                                               |                         |                                     | Mahmud I       |
|          | Rami Kadin                           |                                                                  |                                               |                         |                                     | Mahmud I       |
|          | Hatem Kadin                          |                                                                  |                                               |                         |                                     | Mahmud I       |
|          | Leyla Kadin                          |                                                                  |                                               |                         |                                     | Osman III      |
|          | Zevki Kadin                          |                                                                  |                                               |                         |                                     | Osman III      |
|          | Ferhunde Kadin                       |                                                                  | Emine                                         |                         |                                     | Osman III      |
|          | Aynülhayat Kadin                     |                                                                  |                                               |                         |                                     | Mustafa III    |
|          | Mihrişah Sultan                      | Prete georgiano ortodosso                                        | Agnes                                         | Georgiana               | 1760                                | Mustafa III    |
|          | Rifat Kadin                          |                                                                  |                                               |                         | 1759                                | Mustafa III    |
|          | Adilşah Kadin                        |                                                                  | Ayşe                                          |                         | 1765                                | Mustafa III    |
|          | Ayşe Kadin                           |                                                                  | Ayşe                                          |                         |                                     | Abdül Hamid I  |
|          | Hümaşah Kadin                        |                                                                  |                                               |                         | 1775                                | Abdül Hamid I  |
|          | Ruhşah Kadin                         |                                                                  | Hatice                                        |                         |                                     | Abdül Hamid I  |
|          | Muteber Kadin                        |                                                                  |                                               |                         |                                     | Abdül Hamid I  |
|          | Şebsefa Kadin                        |                                                                  |                                               |                         | 1781                                | Abdül Hamid I  |
|          | Mehtabe Kadin                        |                                                                  |                                               |                         |                                     | Abdül Hamid I  |
|          | Sineperver Sultan                    |                                                                  |                                               |                         | 1776                                | Abdül Hamid I  |
|          | Nakşidil Sultan                      |                                                                  |                                               | Georgiana               |                                     | Abdül Hamid I  |
|          | Nefizar Kadinefendi                  |                                                                  |                                               |                         |                                     | Selim III      |
|          | Hüsnümah Kadin                       |                                                                  |                                               |                         |                                     | Selim III      |
|          | Zibifer Kadin                        |                                                                  |                                               |                         |                                     | Selim III      |
|          | Nurişems Kadin                       |                                                                  |                                               |                         |                                     | Selim III      |
|          | Tabısafa Kadin                       |                                                                  |                                               |                         |                                     | Selim III      |
|          | Şevkinur Kadin                       |                                                                  |                                               |                         |                                     | Mustafa IV     |
|          | Seyyare Kadin                        |                                                                  |                                               |                         |                                     | Mustafa IV     |
|          |                                      |                                                                  |                                               |                         | 1808                                | Mahmud II      |
|          | Mislinayab Kadin                     |                                                                  |                                               |                         |                                     | Mahmud II      |
|          | Ebrureftar Kadin                     |                                                                  |                                               |                         |                                     | Mahmud II      |
|          | Zernigar Kadin                       |                                                                  |                                               |                         | 1825                                | Mahmud II      |
|          | Bezmiâlem Sultan                     |                                                                  |                                               | Georgiana               | 1822                                | Mahmud II      |
|          | Aşubcan Kadin                        |                                                                  |                                               |                         | 1808                                | Mahmud II      |
|          | Nurtab Kadin                         |                                                                  |                                               |                         |                                     | Mahmud II      |
|          | Hoşyar Kadin                         |                                                                  |                                               |                         | 1811                                | Mahmud II      |
|          | Pervizifelek Kadin                   |                                                                  |                                               |                         | 1823                                | Mahmud II      |
|          | Lebrizifelek Hanim                   |                                                                  |                                               |                         |                                     | Mahmud II      |
|          | Hüsnimelek Hanim                     |                                                                  |                                               |                         |                                     | Mahmud II      |
|          | Tiryal Hanim                         |                                                                  |                                               |                         | 1826                                | Mahmud II      |
|          | Pertevniyal Sultan                   |                                                                  | Persida                                       | Rumena                  | 1830                                | Mahmud II      |
|          | Servetseza Kadin                     | Principe Mansur Temruko Principessa Fülane Dadeşkeliani          | Temruko                                       | Circassa                | 1837                                | Abdulmejid I   |
|          | Tirimüjgan Kadin                     | Bekhan Bey Almaş Hanim                                           | Virijinia                                     | Armena                  | 1840                                | Abdulmejid I   |
|          | Düzdidil Kadin                       | Şıhım Dişan Principessa Fülane Çaçba                             | Ayşe Dişan                                    | Ubica                   | 2 ottobre 1842                      | Abdulmejid I   |
|          | Şevkefza Kadin                       | Mehmed Zaurum Cemile Hanim                                       | Zaurum                                        |                         | 1 agosto 1839                       | Abdulmejid I   |
|          | Zeynifelek Hanim                     | Principe Aslan Klıç Principessa Şaşa Loo                         | Klıç                                          |                         | 1841                                | Abdulmejid I   |
|          | Gülcemal Kadin                       |                                                                  | Hatice                                        | Bosniaca                | 1840                                | Abdulmejid I   |
|          | Verdicenan Kadin                     | Principe Kaytuk Giorgi Açba Principessa Yelizaveta Hanim         | Saliha Açba                                   |                         | 17 dicembre 1840                    | Abdulmejid I   |
|          | Nükhetsezâ Hanim                     | Hatuğ Baras Ferhunde Hanim                                       | Hatice Baras                                  |                         | 21 ottobre 1841                     | Abdulmejid I   |
|          | Mahitab Kadin                        | Hişam Bey Malika Hanim                                           | Nuriye                                        |                         | 1845                                | Abdulmejid I   |
|          | Nesrin Hanim                         | Manuçar Asemiani Mahra Hanim                                     | Adile Asemiani                                |                         | 1842                                | Abdulmejid I   |
|          | Ceylanyar Hanim                      | Mustafa Berzeg Principessa Daruhan Dudaruk                       | Nafiye Berzeg                                 | Ubica                   | 1847                                | Abdulmejid I   |
|          | Nergizev Hanim                       | Albora Bey Dadüse Hanim                                          |                                               | Natukhai                | 1847                                | Abdulmejid I   |
|          | Navekmisal Hanim                     | Principe Rustem Bey Biberd Principessa Fatma Kızılbek            | Biberd                                        |                         | 1848                                | Abdulmejid I   |
|          | Bezmiara Kadin                       | Fatma Zehra Hanim                                                |                                               | Circassa                | 1849 - 1852 (matrimonio legale)     | Abdulmejid I   |
|          | Nalandil Hanim                       | Principe Natıkhu Çıpakue                                         | Çıpakue                                       | Natukhai                | 1850                                | Abdulmejid I   |
|          | Şayeste Hanim                        | Principe Tataş İnalipa Sarey Hanim                               | İnalipa                                       |                         | 1851                                | Abdulmejid I   |
|          | Serfiraz Hanim                       | Principe Osman Liah Zeliha Tapsın                                | Ayşe Liah                                     |                         | 1852                                | Abdulmejid I   |
|          | Gülüstü Hanim                        | Principe Tahir Çaçba Afişe Lakerba                               | Fatma Çaçba                                   |                         | agosto 1854                         | Abdulmejid I   |
|          | Perestu Kadin                        | Gök Gogen Şah Hanim                                              | Rahime Gogen                                  | Ubica                   | 20 gennaio 1856 (matrimonio legale) | Abdulmejid I   |
|          | Dürrünev Kadin                       | Principe Mahmud Dziapş-lpa Principessa Halime Çikotua            | Melek Dziapş-İpa                              |                         | 20 maggio 1856                      | Abdülaziz      |
|          | Edadil Kadin                         | Principe Tandal Aredba Aublaa Hanim                              | Aredba                                        |                         | 1861                                | Abdülaziz      |
|          | Hayranidil Kadin                     |                                                                  |                                               |                         | 21 settembre 1865                   | Abdülaziz      |
|          | Nesrin Kadin                         | Principe Ismail Zevş-Barakay                                     | Nesrin Zevş-Barakay                           | Ubica                   | 1868                                | Abdülaziz      |
|          | Gevheri Kadin                        | Salih Svatnba Principessa Şaziye Tsanba                          | Emine Svatnba                                 |                         | 1872                                | Abdülaziz      |
|          | Mevhibe Kadin                        | Ahmed Tarkanişvili                                               | Mevhibe Tarkanişvili                          |                         | 21 gennaio 1857                     | Murad V        |
|          | Reftarıdil Kadin                     | Hatkoyuko Hatko                                                  | Hatko                                         |                         | 4 febbraio 1859                     | Murad V        |
|          | Şayan Kadin                          | Batır Zan                                                        | Safiye Zan                                    | Natukhai                | 5 febbraio 1869                     | Murad V        |
|          | Meyliservet Kadin                    |                                                                  |                                               | Circassa                | 8 giugno 1874                       | Murad V        |
|          | Resan Hanim                          | Ömer Bey Fatma Hanim                                             | Ayşe                                          |                         | 2 novembre 1877                     | Murad V        |
|          | Nazikeda Kadin                       | Principe Arzakan Tsanba Principessa Esma Klıç                    | Tsanba                                        |                         | 1863                                | Abdül Hamid II |
|          | Nurefsun Kadin                       |                                                                  |                                               | Circassa                | ottobre 1868 - 26 giugno 1879       | Abdül Hamid II |
|          | Bedrifelek Kadin                     | Principe Mehmed Karzeg Principessa Faruhan İnal-lpa              | Karzeg                                        | Natukhai                | 15 novembre 1868                    | Abdül Hamid II |
|          | Bidar Kadin                          | Principe Ibrahim Talustan Principessa Şahika İffet Lortkipanidze | Talustan                                      | Georgiana               | 2 settembre 1875                    | Abdül Hamid II |
|          | Dilpesend Kadin                      | Maksud Giray Bey                                                 | Azize                                         | Abcasa                  | 10 aprile 1884                      | Abdül Hamid II |
|          | Mezidimestan Kadin                   | Kaymat Mikanba Principessa Feryal Marşan                         | Kadriye Mikanba                               |                         | 2 febbraio 1885                     | Abdül Hamid II |
|          | Emsalinur Kadin                      |                                                                  | Kaya                                          |                         | 20 novembre 1885                    | Abdül Hamid II |
|          | Müşfika Kadin                        | Mahmud Ağır Emine Hanim                                          | Ayşe Ağırba                                   |                         | 12 febbraio 1886                    | Abdül Hamid II |
|          | Sazkar Hanim                         | Bata Maan                                                        | Atiye Maan                                    |                         | 31 agosto 1890                      | Abdül Hamid II |
|          | Peyveste Hanim                       | Principe Osman Emuhvari Principessa Hesna Çaabalurhva            | Rabia Emuhvari                                |                         | 24 gennaio 1893                     | Abdül Hamid II |
|          | Fatma Pesend Hanim                   | Principe Sami Açba Principessa Fatıma Ismailevna Mamleeva        | Fatma Kadriye Açba                            |                         | 20 luglio 1896                      | Abdül Hamid II |
|          | Behice Hanim                         | Albus Maan Nazli Kucba                                           | Behiye Maan                                   |                         | 10 maggio 1900                      | Abdül Hamid II |
|          | Saliha Naciye Hanim                  | Arslan Ankuap Canhız Hanim                                       | Zeliha Ankuap                                 | Georgiana               | 4 novembre 1904                     | Abdül Hamid II |
|          | Kamures Kadin                        |                                                                  |                                               | Ubica                   | 30 settembre 1872                   | Mehmed V       |
|          | Dürrüaden Kadin                      | Mustafa Voçibe                                                   | Hatice Voçibe                                 | Circassa                | 10 ottobre 1876                     | Mehmed V       |
|          | Mihrengiz Kadin                      |                                                                  | Fatma                                         | Ubica                   | 4 aprile 1887                       | Mehmed V       |
|          | Nazperver Kadin                      | Principe Ismail Çikotua Principessa Aliye Dziapş-lpa             | Emine Çikotua                                 |                         | 1888                                | Mehmed V       |
|          | Dilfirib Kadin                       |                                                                  |                                               | Circassa                | 1907                                | Mehmed V       |
|          | Nazikeda Kadin                       | Principe Hasan Ali Marşania Principessa Fatma Horecan Aredba     | Emine Marşan                                  |                         | 8 giugno 1885                       | Mehmed VI      |
|          | Inşirah Hanim                        | Aziz Voçibe                                                      | Seniye Voçibe                                 | Ubica                   | 8 luglio 1905 - 7 novembre 1909     | Mehmed VI      |
|          | Müveddet Kadin                       | Kato Davut Çıhcı Ayşe Hanim                                      | Şadiye Çıhcı                                  |                         | 24 aprile 1911                      | Mehmed VI      |
|          | Nevvare Hanim                        | Yusuf Bashir Çıhcı Hafize Kap                                    | Ayşe Çıhcı                                    |                         | 20 giugno 1918 - 20 maggio 1924     | Mehmed VI      |
|          | Nevzad Hanim                         | Bargu Şaban Efendi Hatice Hanim                                  | Nimet Bargu                                   | Turca                   | 1 settembre 1921                    | Mehmed VI      |